# Castrillo Mota de Judíos
Castrillo Mota de Judíos – gmina w Hiszpanii, w prowincji Burgos, w Kastylii i León, o powierzchni 22,05 km². W 2011 roku gmina liczyła 64 mieszkańców.
25 maja 2014, wraz z wyborami do Parlamentu Europejskiego, odbyło się w mieście referendum, w którym 56 uprawnionych do głosowania mieszkańców wypowiedziało się na temat zachowania poprzedniej nazwy miasta Castrillo Matajudíos (której drugi człon oznacza Zabić Żydów) lub jej zmiany na Castrillo Mota de Judíos (pol. Wzgórze Żydów), mającą być wcześniejszą nazwą z 1035 roku. Zwyciężyła druga opcja.
Obecnie w mieście nie mieszkają Żydzi, ale żydowskie korzenie posiada wielu mieszkańców, zaś w herbie miasta widnieje gwiazda Dawida.